# Gatún-tó
A Gatún-tó (spanyolul: Lago Gatún) egy mesterségesen felduzzasztott tó a Panama-csatorna nyomvonalán, Panama legnagyobb tava. Igen fontos szerepet játszik a hajózásban és a környező települések ivóvízellátásában is, emellett gátjánál egy 21 MW-os vízerőművet is létesítettek. Vizét a közeli ananászültetvények öntözésére is felhasználják, valamint a csatornát látogató nagy számú turista jó része a tavat is megtekinti (évente mintegy tízezer ember). Ezres nagyságrendben tevékenykednek rajta horgászok és halászok is. Az éves haltermés mintegy 150–300 tonna.

## Története
A csatorna építésekor, 1910 és 1912 vagy 1913 között építették fel azt a gátat Gatún településnél a Chagres folyón, amelynek köszönhetően létrejött a tó. 1937-ig, az USA-beli, nevadai Hoover-gát megépítéséig a Föld legnagyobb mesterséges tava volt, és a Fort Peck-gát megépítéséig a legjelentősebb is.

## Földrajz
A 444,3 km²-es Gatún-tó területén közigazgatásilag két tartomány (Nyugat-Panama és Colón) három kerületének (Panama, La Chorrera és Colón) kilenc községe (Ancón, Iturralde, Amador, La Represa, Cristóbal, Limón, Nueva Providencia, Cativá, Sabanitas) osztozik. Partvonala a domborzat miatt igen tagolt, számos korábbi kiemelkedés és csúcs a duzzasztás során szigetté alakult. Legnagyobb szigete a Barro Colorado-sziget. A Panama-csatorna vízi útvonalából mintegy 33 km-t a Gatún-tó tesz ki. A tó 26 méterrel fekszik a tenger szintje felett.
A térségben a hőingadozás kicsi, egész évben meleg az idő. A csapadék éves mennyisége 1500 és 4000 mm között van, északkelet felé nő, délnyugat felé csökken. A páratartalom 64–81% körül van. A januártól áprilisig tartó időszak a legszárazabb, augusztustól decemberig a legcsapadékosabb. A jellemző szélirány az északi és az északkeleti: az idő 90%-ában erről fúj a szél. Az átlagos szélsebesség a június– augusztusi időszakban jellemző 8,5 km/h-tól a száraz évszakban mért 18–22 km/h-ig terjed. A vízszint ingadozása nem jelentős, mivel a parton elterülő erdőségeknek köszönhetően a csapadékvíz viszonylag egyenletesen szivárog a talajba és a tóba.
A tó vizének átlagos hőmérséklete 27,5 és 29,5 °C közötti, pH-ja 7,2, a benne levő oldott oxigén mennyisége 6,22 mg/l. Kalciumból literenként 8,2 mg-ot, nátriumból 6 mg-ot, magnéziumból 3 mg-ot, kloridból pedig 29,8 mg-ot tartalmaz.

## Élővilág
A tóban élő őshonos halfajok az Aequidens coeruleopunctatus és a Vieja maculicauda nevű bölcsőszájúhal-féle, az Astyanax ruberrimus, a Compsura gorgonae, a Hoplias microlepis, a Hyphessobrycon panamensis, a Pseudocheirodon affinis, a Roeboides guatemalensis és a Brycon chagrensis nevű pontylazacalakú, az Eleotris pisonis és a Gobiomorus dormitor nevű küllőféle, az Eugerres plumieri és a Neetroplus panamensis nevű sügéralakú, a Gambusia nicaraguensis és a Poecilia mexicana nevű elevenszülő fogaspontyféle, a Hypostomus panamensis nevű tepsifejűharcsa-féle, a Melaniris chagresi nevű kalászhalalakú és a Rhamdia guatemalensis nevű harcsaalakú. Betelepített fajok többek között a nílusi tilápia, a Cichla ocellaris nevű bölcsőszájúhal-féle, a márványsügér és az amur.
A garnélarákok közül a Macrobrachium nem fajai találhatók meg a vízben, a puhatestűek közül a Pomacea nem csigái, a hüllők közül a hegyesorrú krokodil, a pápaszemes kajmán és a keskenymellű iszapteknős fordul elő itt, valamint élnek a tóban karibi manátuszok és hosszúfarkú vidrák is.
A növények közül legelterjedtebb a közönséges vízijácint, a Eichhornia azurea nevű vízijácintféle, az úszó kagylótutaj és a közel 50 hektárt beborító Hydrilla verticillata nevű békatutajféle.

## Képek

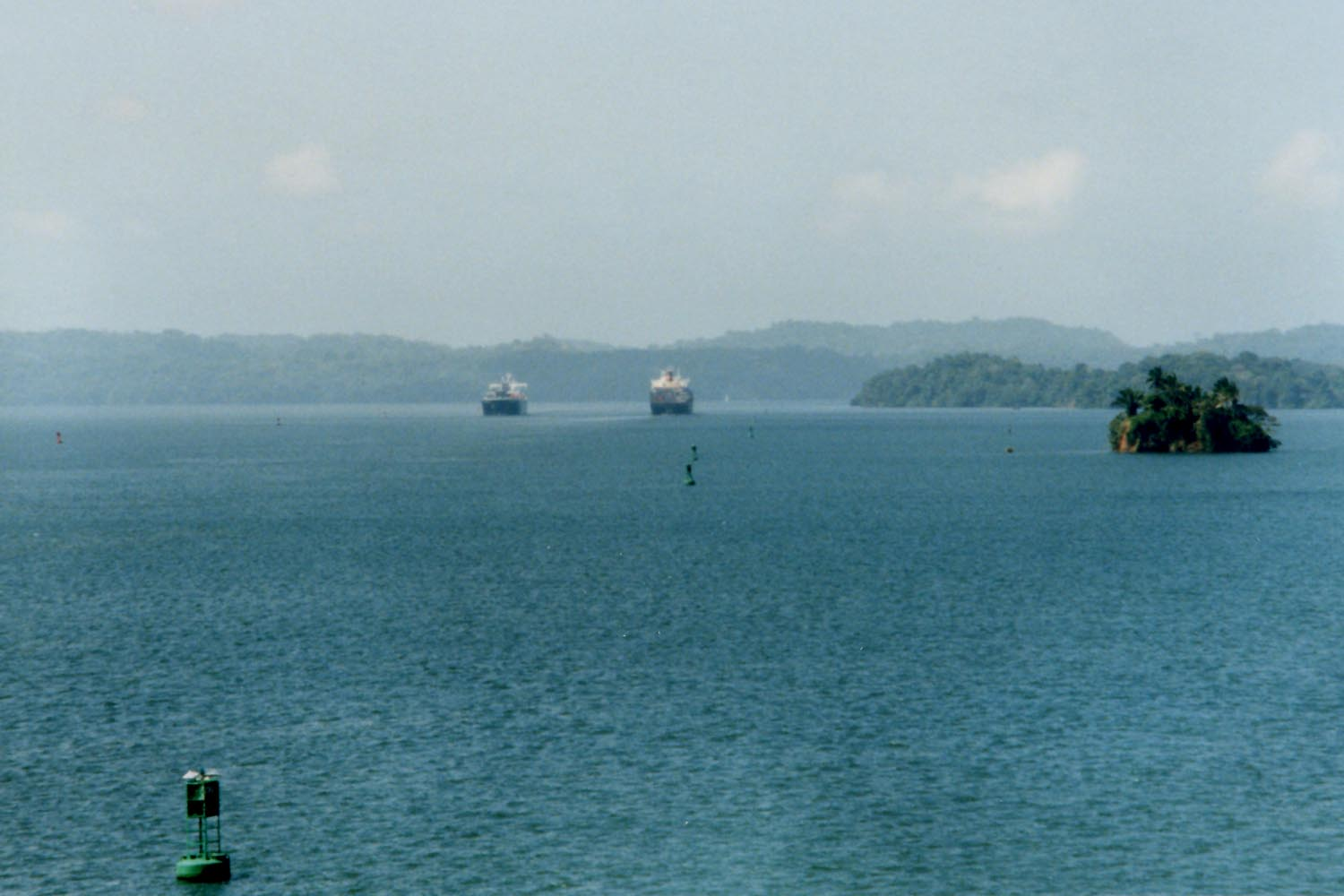
Látkép
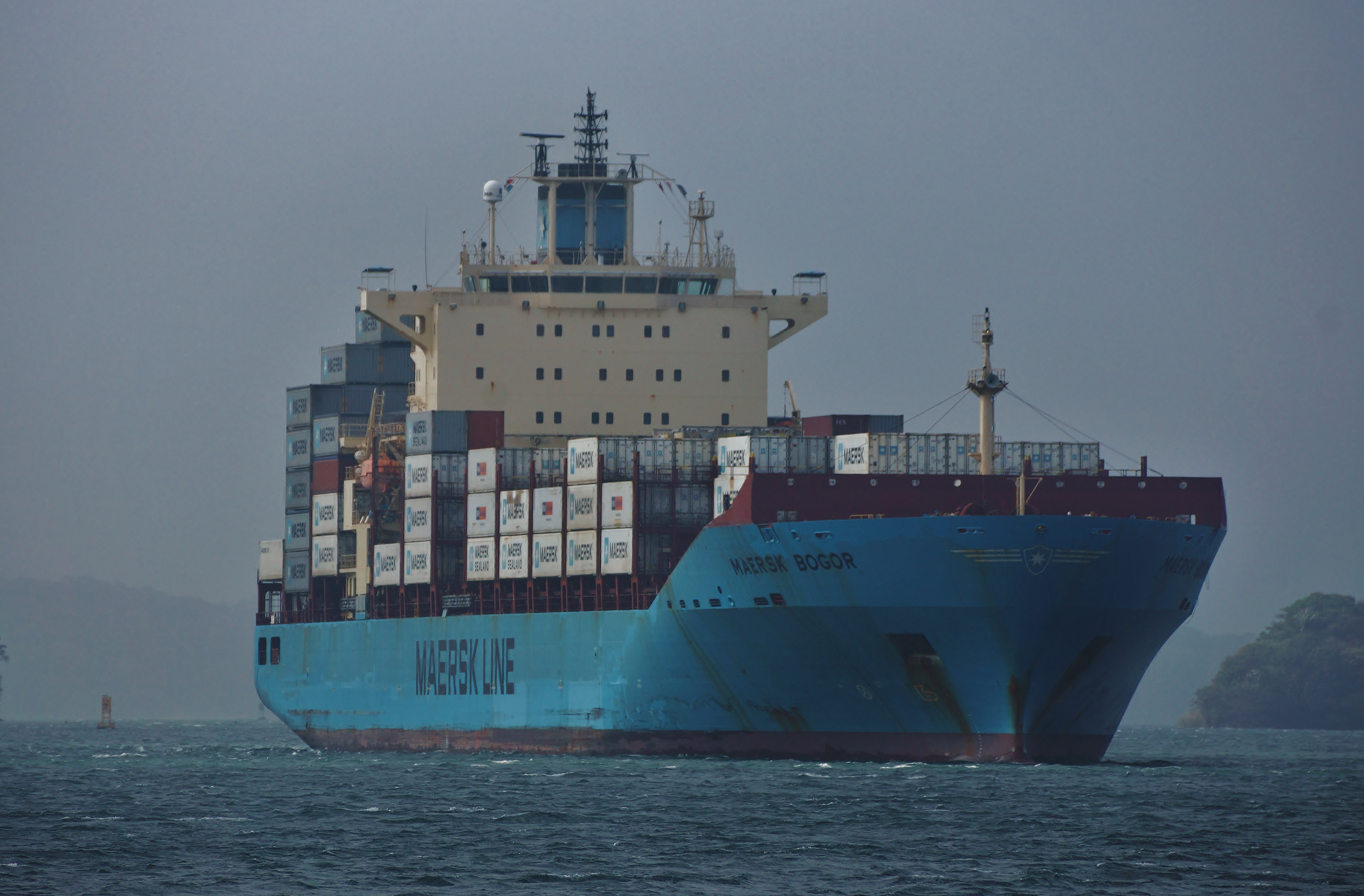
A Maersk Bogor hajó a Gatún-tavon
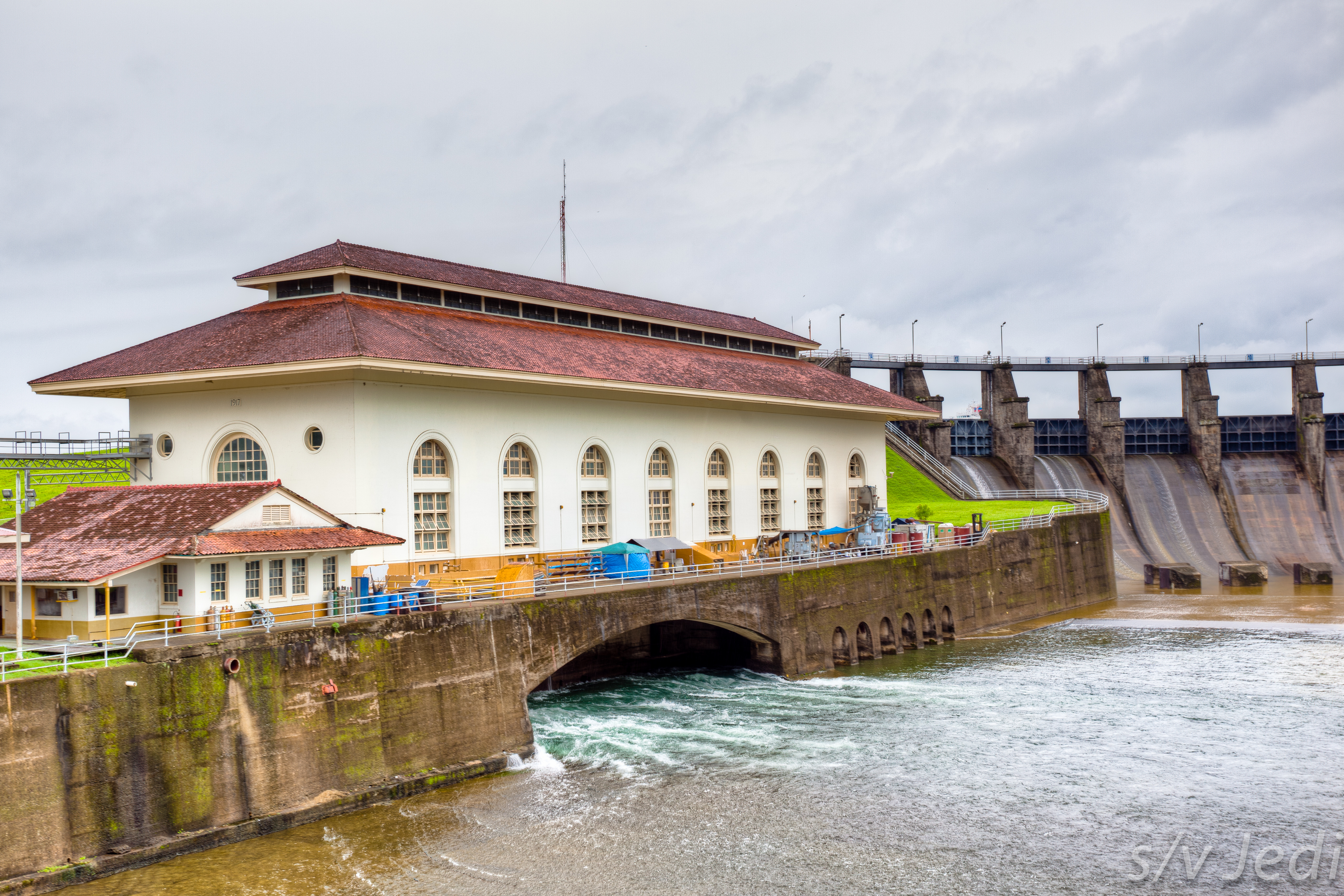
A duzzasztógát vízerőműve
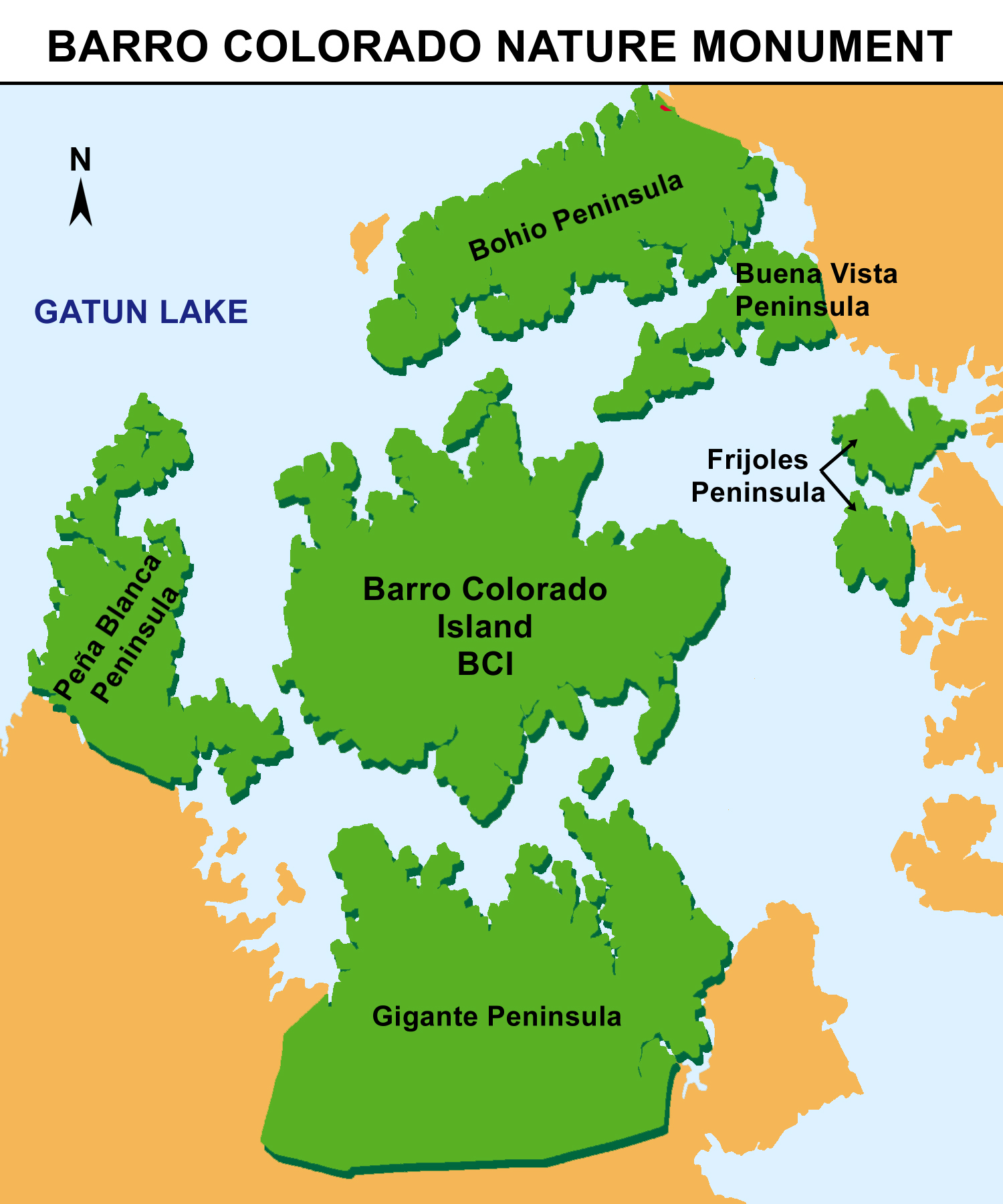
A Barro Colorado-sziget és környéke